# Dourado
Dourado là một đô thị ở bang São Paulo của Brasil.

## Địa lý
Đô thị này nằm ở vĩ độ 22º06'00" độ vĩ nam và kinh độ 48º19'03" độ vĩ tây, trên khu vực có độ cao 706 m. Sua população estimada em 2006 era de 9.244 người.

## Thông tin nhân khẩu
Dữ liệu điều tra de 2000
- Tổng dân số: 8.606
  - Dân số thành thị: 7.839
  - Dân số nông thôn: 767
  - Nam giới: 4.403
  - Nữ giới: 4.203
- Mật độ dân số (người/km²): 41,78
- Tỷ lệ tử vong trẻ sơ sinh dưới 1 tuổi (trên một triệu người): 14,46
- Tuổi thọ bình quân (tuổi): 71,99
- Tỷ lệ sinh (số trẻ trên mỗi bà mẹ): 2,63
- Tỷ lệ biết đọc biết viết: 88,10%
- Chỉ số phát triển con người (HDI-M): 0,780
  - Chỉ số phát triển con người - Thu nhập: 0,704
  - Chỉ số phát triển con người - Tuổi thọ: 0,783
  - Chỉ số phát triển con người - Giáo dục: 0,854

(Nguồn: IPEADATA)

### Sông ngòi
- Sông Boa Esperança
- Sông Jacaré-Pepira

### Các xa lộ
- SP-215 - Rodovia Luís Augusto de Oliveira

## Giáo hội Công giáo
Đô thị này có Giáo phận São Carlos